# Rudniszcze
Rudniszcze (biał. Руднішча, Rudniszcza; ros. Руднище, Rudniszcze) – wieś na Białorusi, w obwodzie homelskim, w rejonie lelczyckim, w sielsowiecie Borowe, przy granicy z Ukrainą.

## Historia
W XIX i w początkach XX w. chutor położony w Rosji, w guberni mińskiej, w powiecie mozyrskim.
Po I wojnie światowej pod administracją polską, w Zarządzie Cywilnym Ziem Wschodnich, w okręgu brzeskim, w powiecie mozyrskim.
W wyniku postanowień traktatu ryskiego znalazły się w granicach Związku Sowieckiego. Od 1991 w niepodległej Białorusi.